# Joaquín Amaro (Sonora)
Joaquín Amaro es una congregación del municipio de Navojoa, ubicada en el sur del estado mexicano de Sonora. Según los datos del Censo de Población y Vivienda realizado en 2020 por el Instituto Nacional de Estadística y Geografía (INEGI), tiene una población de 370 habitantes.
Fue fundada en los años 1960. Se encuentra en la carretera estatal 135 (que conecta a la carretera federal 15 con la carretera estatal 168), sobre el tramo Jecopaco–Etchohuaquila.

## Geografía
La localidad se sitúa en las coordenadas geográficas 27°15'30" de latitud norte y 109°45'42" de longitud oeste del meridiano de Greenwich, a una elevación de 59 metros sobre el nivel del mar.